# Élections législatives macanaises de 2005
Résultats détaillés des élections législatives   de Macao qui se sont déroulées le 25 septembre 2005. 29 sièges étaient à pourvoir pour siéger à l'Assemblée législative de Macao, dont 17 au suffrage indirect.

## Résultats
| Associations                                                                  | Votes                                                                         | %                                                                             | Sièges |
| ----------------------------------------------------------------------------- | ----------------------------------------------------------------------------- | ----------------------------------------------------------------------------- | ------ |
| Associação Novo Macau Democrático (民主新澳門)                                | 23472                                                                         | 18.80                                                                         | 2      |
| Associação dos Cidadãos Unidos de Macau (澳門民聯協進會)                      | 20695                                                                         | 16.58                                                                         | 2      |
| União para o Desenvolvimento (同心協進會)                                     | 16588                                                                         | 13.29                                                                         | 2      |
| União Promotora para o Progresso (群力促進會)                                 | 11985                                                                         | 9.60                                                                          | 2      |
| Aliança para Desenvolvimento de Macau (澳門發展聯盟)                          | 11642                                                                         | 9.33                                                                          | 1      |
| Nova Esperança (新希望)                                                       | 9973                                                                          | 7.99                                                                          | 1      |
| União Geral para O Bem-querer de Macau (愛澳聯盟)                             | 8517                                                                          | 6.82                                                                          | 1      |
| Convergência para o Desenvolvimento (繁榮澳門同盟)                            | 6079                                                                          | 4.87                                                                          | 1      |
| Associação Pela Democracia e Bem-estar Social de Macau (澳門民主民生協進會)   | 4356                                                                          | 3.49                                                                          | 0      |
| Nova Juventude de Macau (澳門新青年)                                          | 3060                                                                          | 2.45                                                                          | 0      |
| Associação de Apoio à Comunidade e Proximidade do Povo (親民愛群協會)         | 2941                                                                          | 2.36                                                                          | 0      |
| Visão de Macau (澳門前瞻協進會)                                               | 1973                                                                          | 1.58                                                                          | 0      |
| Sous-total (participation 58,4 %)                                             | 124,845                                                                       | 100                                                                           | 12     |
| Députés élus au suffrage indirect                                             |                                                                               |                                                                               |        |
| União dos Interesses Empresariais de Macau (澳門僱主利益聯會)                 | União dos Interesses Empresariais de Macau (澳門僱主利益聯會)                 | União dos Interesses Empresariais de Macau (澳門僱主利益聯會)                 | 4      |
| Comissão Conjunta da Candidatura das Associações de Empregados (僱員團體聯合) | Comissão Conjunta da Candidatura das Associações de Empregados (僱員團體聯合) | Comissão Conjunta da Candidatura das Associações de Empregados (僱員團體聯合) | 2      |
| União dos Interesses Profissionais de Macau (澳門專業利益聯會)                | União dos Interesses Profissionais de Macau (澳門專業利益聯會)                | União dos Interesses Profissionais de Macau (澳門專業利益聯會)                | 2      |
| Associação União Cultural e Desportiva Excelente (優裕文康聯合會)             | Associação União Cultural e Desportiva Excelente (優裕文康聯合會)             | Associação União Cultural e Desportiva Excelente (優裕文康聯合會)             | 2      |
| Députés désignés par le chef de l'exécutif                                    | Députés désignés par le chef de l'exécutif                                    | Députés désignés par le chef de l'exécutif                                    | 7      |
| Total                                                                         |                                                                               |                                                                               | 29     |